# Phloeolaemus chamaeropis
Phloeolaemus chamaeropis là một loài bọ cánh cứng trong họ Laemophloeidae. Loài này được Schwarz miêu tả khoa học năm 1878.